# Djadjiri Canada
Djadjiri Canada (auch: Djadjéri Canada, Djadjiri, Djajéri, Djajéri Canada, Jajiri) ist ein Dorf in der Landgemeinde Goudoumaria in Niger.

## Geographie

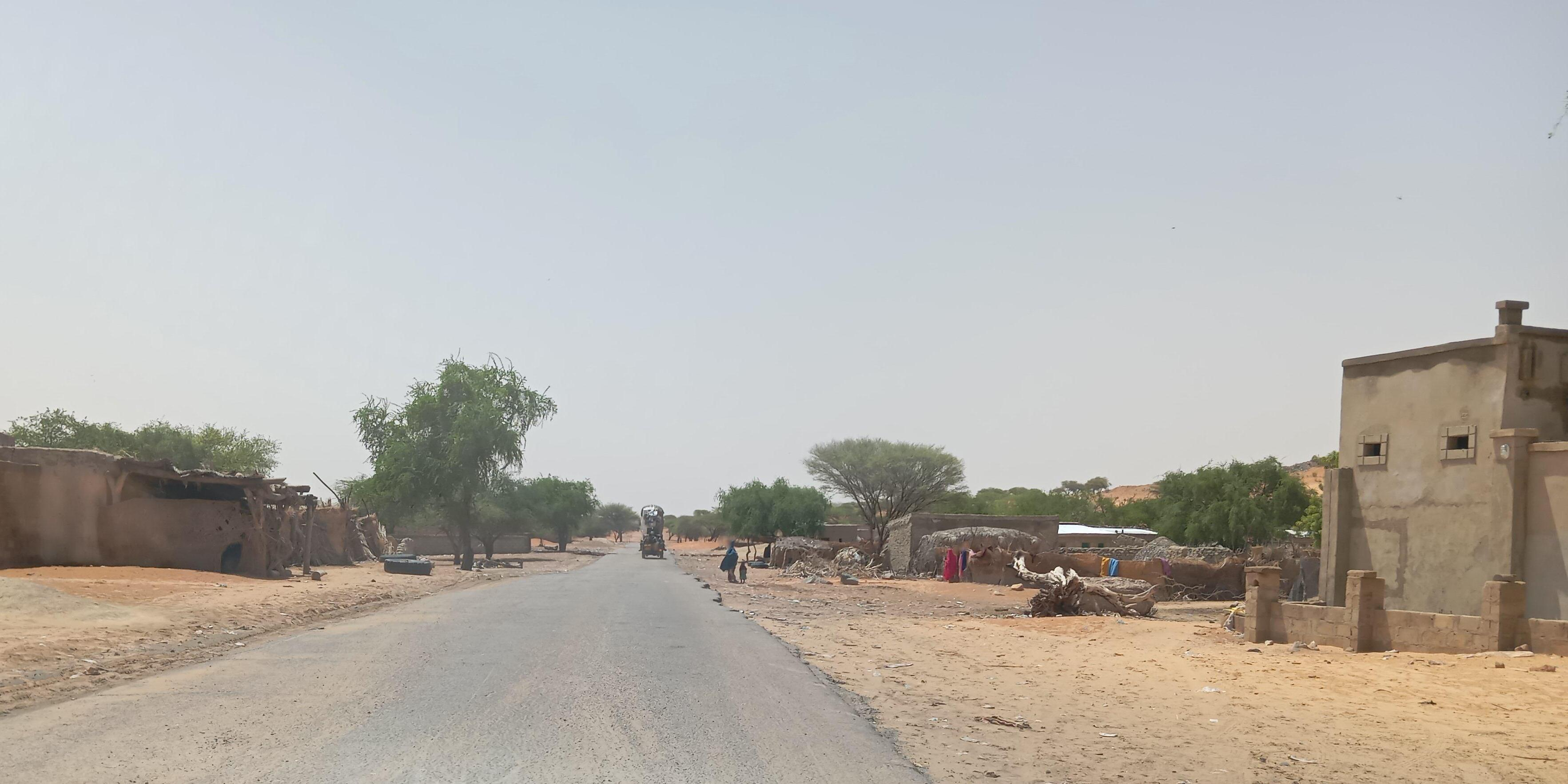
Nationalstraße 1 in Djadjiri Canada (2024)

Das von einem traditionellen Ortsvorsteher (chef traditionnel) geleitete Dorf liegt rund 36 Kilometer südöstlich des Hauptorts Goudoumaria der gleichnamigen Landgemeinde und des gleichnamigen Departements Goudoumaria, das zur Region Diffa gehört. Zu den Siedlungen in der näheren Umgebung von Djadjiri Canada zählen Kousséri Koura im Nordwesten, Ari Boudiram im Nordosten, Kilakam im Osten und Chéri im Südwesten.
Djadjiri Canada befindet sich in der Zone der fruchtbaren Mulden von Maïné-Soroa. Der 48 Hektar große Wald von Djadjiri Canada, in dem Akazien wachsen, steht unter Naturschutz. Südöstlich des Dorfs erhebt sich der 410 m hohe und die Landschaft dominierende Hügel Daoum.

## Geschichte
Um Versorgungsengpässen bei Lebensmitteln zu begegnen, stellte die Internationale Rotkreuz- und Rothalbmond-Bewegung den Dörfern Djadjiri Canada, Foulatari 1, Foulatari Barka und Gabtiari im ersten Halbjahr 2019 200 Tonnen Hirse zur Verfügung. Diese waren für Vertriebene und lokale ansässige Bedürftige bestimmt.

## Bevölkerung
Bei der Volkszählung 2012 hatte Djadjiri Canada 2024 Einwohner, die in 358 Haushalten lebten. Bei der Volkszählung 2001 betrug die Einwohnerzahl 1433 in 276 Haushalten und bei der Volkszählung 1988 belief sich die Einwohnerzahl auf 1163 in 279 Haushalten.

## Wirtschaft und Infrastruktur
Am Markt von Djadjiri Canada wird Vieh gehandelt. Mit einem Centre de Santé Intégré (CSI) ist ein Gesundheitszentrum im Ort vorhanden. Es gibt eine Schule. Durch Djadjiri Canada verläuft die Nationalstraße 1, die längste Fernstraße des Landes. Im Ort zweigt die 24 Kilometer lange Landstraße RR2-002 ab, eine einfache Piste, die zur Staatsgrenze mit Nigeria führt. Beim Dorf gibt es eine Start- und Landepiste für Flugzeuge.